# حزب (قرآن)
حزب یکی از تقسیم‌بندی‌های فرعی قرآن است. هر جزء به چه‍ار حزب و هر حزب به چهار ربع حزب تقسیم میشود و قرآن جمعاً ۱۲۰ حزب دارد.

## فهرست احزاب قرآن
| شماره حزب | جز - حزب | ـ از ابتدای آیه | تا انتهای آیه |
| --------- | -------- | --------------- | ------------- |
| ۱ 1       | ۱ - ۱    | حمد ۱           | بقره ۴۳       |
| ۲         | ۱ - ۲    | بقره ۴۴         | بقره ۷۴       |
| ۳         | ۱ - ۳    | بقره ۷۵         | بقره ۱۰۵      |
| ۴         | ۱ - ۴    | بقره ۱۰۶        | بقره ۱۴۱      |
| ۵         | ۲ - ۱    | بقره ۱۴۲        | بقره ۱۷۶      |
| ۶         | ۲ - ۲    | بقره ۱۷۷        | بقره ۲۰۲      |
| ۷         | ۲ - ۳    | بقره ۲۰۳        | بقره ۲۳۲      |
| ۸         | ۲ - ۴    | بقره ۲۳۳        | بقره ۲۵۲      |
| ۹         | ۳ - ۱    | بقره ۲۵۳        | بقره ۲۷۱      |
| ۱۰        | ۳ -۲     | بقره ۲۷۲        | آل عمران ۱۴   |
| ۱۱        | ۳ - ۳    | آل عمران ۱۵     | آل عمران ۵۱   |
| ۱۲        | ۳ - ۴    | آل عمران ۵۲     | آل عمران ۹۲   |
| ۱۳        | ۴ - ۱    | آل عمران ۹۳     | آل عمران ۱۳۲  |
| ۱۴        | ۴ -۲     | آل عمران ۱۳۳    | آل عمران ۱۷۰  |
| ۱۵        | ۴ -۳     | آل عمران ۱۷۱    | آل عمران ۲۰۰  |
| ۱۶        | ۴ -۴     | نساء ۱          | نساء ۲۳       |
| ۱۷        | ۵ -۱     | نساء ۲۴         | نساء ۵۷       |
| ۱۸        | ۵ -۲     | نساء ۵۸         | نساء ۸۷       |
| ۱۹        | ۵ -۳     | نساء ۸۸         | نساء ۱۱۳      |
| ۲۰        | ۵ -۴     | نساء ۱۱۴        | نساء ۱۴۷      |
| ۲۱        | ۶ -۱     | نساء ۱۴۸        | نساء ۱۷۶      |
| ۲۲        | ۶ -۲     | مائده ۱         | مائده ۲۶      |
| ۲۳        | ۶ -۳     | مائده ۲۷        | مائده ۵۰      |
| ۲۴        | ۶ -۴     | مائده ۵۱        | مائده ۸۱      |
| ۲۵        | ۷ -۱     | مائده ۸۲        | مائده ۱۰۸     |
| ۲۶        | ۷ -۲     | مائده ۱۰۹       | أنعام ۳۵      |
| ۲۷        | ۷ -۳     | أنعام ۳۶        | أنعام ۷۳      |
| ۲۸        | ۷ -۴     | أنعام ۷۴        | أنعام ۱۱۰     |
| ۲۹        | ۸ -۱     | أنعام ۱۱۱       | أنعام ۱۴۰     |
| ۳۰        | ۸ -۲     | أنعام ۱۴۱       | أنعام ۱۶۵     |
| ۳۱        | ۸ -۳     | أعراف ۱         | أعراف ۴۶      |
| ۳۲        | ۸ -۴     | أعراف ۴۷        | أعراف ۸۷      |
| ۳۳        | ۹ -۱     | أعراف ۸۸        | أعراف ۱۴۱     |
| ۳۴        | ۹ -۲     | أعراف ۱۴۲       | أعراف ۱۷۰     |
| ۳۵        | ۹ -۳     | أعراف ۱۷۱       | أعراف ۲۰۶     |
| ۳۶        | ۹ -۴     | أنفال ۱         | أنفال ۴۰      |
| ۳۷        | ۱۰ -۱    | أنفال ۴۱        | أنفال ۷۵      |
| ۳۸        | ۱۰ -۲    | توبه ۱          | توبه ۳۳       |
| ۳۹        | ۱۰ -۳    | توبه ۳۴         | توبه ۵۹       |
| ۴۰        | ۱۰ -۴    | توبه ۶۰         | توبه ۹۲       |
| ۴۱        | ۱۱ -۱    | توبه ۹۳         | توبه ۱۲۱      |
| ۴۲        | ۱۱ -۲    | توبه ۱۲۲        | یونس ۲۵       |
| ۴۳        | ۱۱ -۳    | یونس ۲۶         | یونس ۷۰       |
| ۴۴        | ۱۱ -۴    | یونس ۷۱         | هود ۵         |
| ۴۵        | ۱۲ -۱    | هود ۶           | هود ۴۰        |
| ۴۶        | ۱۲ -۲    | هود ۴۱          | هود ۸۳        |
| ۴۷        | ۱۲ -۳    | هود ۸۴          | یوسف ۶        |
| ۴۸        | ۱۲ -۴    | یوسف ۷          | یوسف ۵۲       |
| ۴۹        | ۱۳ -۱    | یوسف ۵۳         | یوسف ۱۰۰      |
| ۵۰        | ۱۳ -۲    | یوسف ۱۰۱        | رعد ۱۸        |
| ۵۱        | ۱۳ -۳    | رعد ۱۹          | إبراهیم ۹     |
| ۵۲        | ۱۳ -۴    | إبراهیم ۱۰      | إبراهیم ۵۲    |
| ۵۳        | ۱۴ -۱    | حجر ۱           | حجر ۹۹        |
| ۵۴        | ۱۴ -۲    | نحل ۱           | نحل ۵۰        |
| ۵۵        | ۱۴ -۳    | نحل ۵۱          | نحل ۸۹        |
| ۵۶        | ۱۴ -۴    | نحل ۹۰          | نحل ۱۲۸       |
| ۵۷        | ۱۵ -۱    | إسراء ۱         | إسراء ۴۹      |
| ۵۸        | ۱۵ -۲    | إسراء ۵۰        | إسراء ۹۸      |
| ۵۹        | ۱۵ -۳    | إسراء ۹۹        | کهف ۳۱        |
| ۶۰        | ۱۵ -۴    | کهف ۳۲          | کهف ۷۴        |
| ۶۱        | ۱۶ -۱    | کهف ۷۵          | مریم ۲۱       |
| ۶۲        | ۱۶ -۲    | مریم ۲۲         | مریم ۹۸       |
| ۶۳        | ۱۶ -۳    | طه ۱            | طه ۸۲         |
| ۶۴        | ۱۶ -۴    | طه ۸۳           | طه ۱۳۵        |
| ۶۵        | ۱۷ -۱    | أنبیاء ۱        | أنبیاء ۵۰     |
| ۶۶        | ۱۷ -۲    | أنبیاء ۵۱       | أنبیاء ۱۱۲    |
| ۶۷        | ۱۷ -۳    | حج ۱            | حج ۳۷         |
| ۶۸        | ۱۷ -۴    | حج ۳۸           | حج ۷۸         |
| ۶۹        | ۱۸ -۱    | مؤمنون ۱        | مؤمنون ۷۴     |
| ۷۰        | ۱۸ -۲    | مؤمنون ۷۵       | نور ۲۰        |
| ۷۱        | ۱۸ -۳    | نور ۲۱          | نور ۵۲        |
| ۷۲        | ۱۸ -۴    | نور ۵۳          | فرقان ۲۰      |
| ۷۳        | ۱۹ -۱    | فرقان ۲۱        | فرقان ۷۷      |
| ۷۴        | ۱۹ -۲    | شعراء ۱         | شعراء ۱۱۰     |
| ۷۵        | ۱۹ -۳    | شعراء ۱۱۱       | شعراء ۲۲۷     |
| ۷۶        | ۱۹ -۴    | نمل ۱           | نمل ۵۵        |
| ۷۷        | ۲۰ -۱    | نمل ۵۶          | قصص ۱۱        |
| ۷۸        | ۲۰ -۲    | قصص ۱۲          | قصص ۵۰        |
| ۷۹        | ۲۰ -۳    | قصص ۵۱          | قصص ۸۸        |
| ۸۰        | ۲۰ -۴    | عنکبوت ۱        | عنکبوت ۴۵     |
| ۸۱        | ۲۱ -۱    | عنکبوت ۴۶       | روم ۳۰        |
| ۸۲        | ۲۱ -۲    | روم ۳۱          | لقمان ۲۱      |
| ۸۳        | ۲۱ -۳    | لقمان ۲۲        | سجده ۳۰       |
| ۸۴        | ۲۱ -۴    | أحزاب ۱         | أحزاب ۳۰      |
| ۸۵        | ۲۲ -۱    | أحزاب ۳۱        | أحزاب ۵۹      |
| ۸۶        | ۲۲ -۲    | أحزاب ۶۰        | سبأ ۲۳        |
| ۸۷        | ۲۲ -۳    | سبأ ۲۴          | فاطر ۱۴       |
| ۸۸        | ۲۲ -۴    | فاطر ۱۵         | یس ۲۷         |
| ۸۹        | ۲۳ -۱    | یس ۲۸           | صافات ۲۱      |
| ۹۰        | ۲۳ -۲    | صافات ۲۲        | صافات ۱۴۴     |
| ۹۱        | ۲۳ -۳    | صافات ۱۴۵       | ص ۵۱          |
| ۹۲        | ۲۳ -۴    | ص ۵۲            | زمر ۳۱        |
| ۹۳        | ۲۴ -۱    | زمر ۳۲          | زمر ۷۵        |
| ۹۴        | ۲۴ -۲    | غافر ۱          | غافر ۴۰       |
| ۹۵        | ۲۴ -۳    | غافر ۴۱         | فصلت ۸        |
| ۹۶        | ۲۴ -۴    | فصلت ۹          | فصلت ۴۶       |
| ۹۷        | ۲۵ -۱    | فصلت ۴۷         | شوری ۲۶       |
| ۹۸        | ۲۵ -۲    | شوری ۲۷         | زخرف ۲۳       |
| ۹۹        | ۲۵ -۳    | زخرف ۲۴         | دخان ۱۶       |
| ۱۰۰       | ۲۵ -۴    | دخان ۱۷         | جاثیه ۳۷      |
| ۱۰۱       | ۲۶ -۱    | أحقاف ۱         | محمد ۹        |
| ۱۰۲       | ۲۶ -۲    | محمد ۱۰         | فتح ۱۷        |
| ۱۰۳       | ۲۶ -۳    | فتح ۱۸          | حجرات ۱۳      |
| ۱۰۴       | ۲۶ -۴    | حجرات ۱۴        | ذاریات ۳۰     |
| ۱۰۵       | ۲۷ -۱    | ذاریات ۳۱       | نجم ۲۵        |
| ۱۰۶       | ۲۷ -۲    | نجم ۲۶          | قمر ۵۵        |
| ۱۰۷       | ۲۷ -۳    | رحمن ۱          | واقعه ۷۴      |
| ۱۰۸       | ۲۷ -۴    | واقعه ۷۵        | حدید ۲۹       |
| ۱۰۹       | ۲۸ -۱    | مجادله ۱        | حشر ۱۰        |
| ۱۱۰       | ۲۸ -۲    | حشر ۱۱          | صف ۱۴         |
| ۱۱۱       | ۲۸ -۳    | جمعه ۱          | تغابن ۱۸      |
| ۱۱۲       | ۲۸ -۴    | طلاق ۱          | تحریم ۱۲      |
| ۱۱۳       | ۲۹ -۱    | ملک ۱           | قلم ۵۲        |
| ۱۱۴       | ۲۹ -۲    | حاقه ۱          | نوح ۲۸        |
| ۱۱۵       | ۲۹ -۳    | جن ۱            | مدثر ۵۶       |
| ۱۱۶       | ۲۹ -۴    | قیامه ۱         | مرسلات ۵۰     |
| ۱۱۷       | ۳۰ -۱    | نبأ ۱           | تکویر ۲۹      |
| ۱۱۸       | ۳۰ -۲    | انفطار ۱        | طارق ۱۷       |
| ۱۱۹       | ۳۰ -۳    | أعلی ۱          | ضحی ۱۱        |
| ۱۲۰       | ۳۰ -۴    | شرح ۱           | ناس ۶         |